# Lakewood Park (Tennessee)
Lakewood Park es un lugar designado por el censo ubicado en el condado de Coffee en el estado estadounidense de Tennessee. En el Censo de 2010 tenía una población de 990 habitantes y una densidad poblacional de 65,3 personas por km².

## Geografía
Lakewood Park se encuentra ubicado en las coordenadas 35°38′55″N 86°8′7″O / 35.64861, -86.13528. Según la Oficina del Censo de los Estados Unidos, Lakewood Park tiene una superficie total de 15.16 km², de la cual 14.87 km² corresponden a tierra firme y (1.91%) 0.29 km² es agua.

## Demografía
Según el censo de 2010, había 990 personas residiendo en Lakewood Park. La densidad de población era de 65,3 hab./km². De los 990 habitantes, Lakewood Park estaba compuesto por el 96.16% blancos, el 0.3% eran afroamericanos, el 1.52% eran amerindios, el 0.2% eran asiáticos, el 0.1% eran isleños del Pacífico, el 0.81% eran de otras razas y el 0.91% pertenecían a dos o más razas. Del total de la población el 1.92% eran hispanos o latinos de cualquier raza.